# Angel Chua Alcala
Angel Chua Alcala est un biologiste et herpétologiste philippin né le 1er mars 1929 à Cauayan (Negros occidental) et mort le 1er février 2023 à Dumaguete (Negros occidental).
Diplômé de la Silliman University (en) puis de l'université Stanford, c'est un spécialiste de l'herpétofaune de l'Asie du Sud-Est.

## Quelques taxons décrits
- Gekko athymus
- Gekko gigante
- Gekko romblon
- Kaloula walteri
- Lepidodactylus herrei
- Limnonectes diuatus
- Luperosaurus palawanensis
- Luperosaurus serraticaudus
- Oreophryne nana
- Philautus poecilius
- Philautus surrufus
- Platymantis banahao
- Platymantis cagayanensis
- Platymantis guentheri
- Platymantis indeprensus
- Platymantis insulata
- Platymantis isarog
- Platymantis lawtoni
- Platymantis levigata
- Platymantis luzonensis
- Platymantis mimula
- Platymantis naomiae
- Platymantis negrosensis
- Platymantis panayensis
- Platymantis pseudodorsalis
- Platymantis pygmaea
- Platymantis rabori
- Platymantis sierramandrensis
- Platymantis spelaea
- Platymantis taylori